# Gonjeva
Gonjeva je naseljeno mjesto u Republici Hrvatskoj u Zagrebačkoj županiji. 

## Zemljopis
Administrativno je u sastavu općine Klinča Sela. Naselje se proteže na površini od 0,83 km².

## Stanovništvo
Prema popisu stanovništva iz 2001. godine u naselju Gonjeva žive 52 stanovnika i to u 15 kućanstava. Gustoća naseljenosti iznosi 62,65 st./km².
| broj stanovnika | 95    | 114   | 116   | 113   | 112   | 120   | 117   | 141   | 110   | 103   | 93    | 78    | 54    | 56    | 52    | 49    | 42    |
|                 | 1857. | 1869. | 1880. | 1890. | 1900. | 1910. | 1921. | 1931. | 1948. | 1953. | 1961. | 1971. | 1981. | 1991. | 2001. | 2011. | 2021. |